# Lewis Guy
Lewis Brett Guy (Penrith, 22 agosto 1985) è un ex calciatore inglese, di ruolo attaccante.

## Carriera
Inizia la carriera nelle giovanili del Newcastle Utd, club con cui nella stagione 2004-2005 fa anche il suo esordio tra i professionisti giocando una partita in Coppa UEFA. Tra il 2005 ed il 2008 mette a segno 13 reti in 100 presenze nella terza divisione inglese con la maglia del Doncaster (con cui già aveva giocato in prestito in questa stessa categoria nella seconda metà della stagione 2004-2005), con cui oltre a vincere il Football League Trophy nella stagione 2006-2007 conquista anche una promozione in seconda divisione al termine della stagione 2007-2008; nella stagione 2008-2009 mette poi a segno una rete in 29 presenze in questa categoria con i Vikings, trascorrendo inoltre un periodo in prestito (con una rete in 4 presenze) in terza divisione all'Hartlepool Utd. Nella stagione 2009-2010 gioca altre 13 partite (senza mai segnare) in seconda divisione con il Doncaster, per poi scendere nuovamente in prestito in terza divisione, questa volta all'Oldham Athletic, con cui realizza 3 reti in 12 partite di campionato giocate. Nel biennio successivo segna 2 reti in 36 presenze in terza divisione ai MK Dons, trascorrendo inoltre due brevi periodi in prestito in quarta divisione all'Oxford Utd, con cui invece realizza una rete in 8 partite totali giocate in questa categoria.
Nella stagione 2012-2013 segna 5 reti in 29 presenze nella prima divisione scozzese con il St. Mirren, con cui vince anche una Coppa di Lega scozzese; torna poi in Inghilterra, in terza divisione, categoria in cui mette a segno un gol in 23 presenze con la maglia del Carlisle Utd. Negli ultimi due anni di carriera gioca invece prima nella quinta divisione inglese al Gateshead, poi nella sesta divisione inglese con Barrow (con cui vince il campionato) e Chorley ed infine nella quarta divisione scozzese all'Annan Athletic.

## Palmarès

### Club

#### Competizioni nazionali
- Football League Trophy: 1

Doncaster: 2006-2007
- Coppa di Lega scozzese: 1

St. Mirren: 2012-2013
- Conference League North: 1

Barrow: 2014-2015